# أنجيلا نيكول ووكر
أنجيلا نيكول ووكر (بالإنجليزية: Angela Walker)‏ (ولدت في 19 يناير 1974)، هي منظِّمة عمالية أمريكية، وسائقة حافلات وشاحنات. ووكر هي المرشحة لمنصب نائب الرئيس عن الحزب الأخضر في الولايات المتحدة الأمريكية والحزب الاشتراكي في الولايات المتحدة الأمريكية لانتخابات عام 2020 إلى جوار المرشح الرئاسي هاوي هوكينز. كانت سابقًا مرشحة الحزب الاشتراكي في الولايات المتحدة الأمريكية لمنصب نائب الرئيس في انتخابات عام 2016 إلى جوار المرشح الرئاسي آنذاك ميمي سولتيسيك. ترشحت ووكر سابقًا كاشتراكية مستقلة لمنصب مأمور (شريف) مقاطعة ميلووكي في ولاية ويسكونسن. في مايو 2020، أعلن مرشح الحزب الأخضر هاوي هوكينز أنه اختار ووكر لتكون شريكته في الانتخابات. 

## بداية حياتها
ولدت أنجيلا ووكر وترعرعت في ميلووكي، ويسكونسن، حيث عاشت بشكل رئيسي في حي نورثسايد (الحي الشمالي) في المدينة الداخلية. تخرجت أنجيلا من ثانوية بي فّيو. حين كانت في المدرسة الثانوية، ساعدت أنجيلا في تنظيم الطلاب دعمًا لمقرر تاريخ السود في بي فّيو، ونجحت في ذلك. درست التاريخ في جامعة نورث فلوريدا ولكنها انسحبت في سنتها الأخيرة لأنها «تستطيع جني مبلغ أكبر بعملها سائقة حافلة مما قد تجنيه» كمعلمة.

## مسيرتها المهنية
عملت ووكر سنتين سائقةً لدى غريهاوند لاينز. وصفت حياتها بأنها «أوديسة»/ انتقلت ووكر بعدها إلى كارولينا الشمالية، حيث تزوجت وعادت إلى فلوريدا. عادت إلى ميلووكي في عام 2009 وعملت سائقةً لصالح نظام نقل مقاطعة ميلووكي.
في عام 2011، أصبحت المديرة التشريعية لمجلسها المحلي في اتحاد النقل المدمج (إيه تي يو)، الذي كان يمثل سائقي نظام النقل؛ ترافق عملها في هذا المنصب مع صعود حزب الشاي المضاد للعمل النقابي وانتخاب سكوت ووكر ليصبح الحاكم الخامس والأربعين لويسكونسن. كانت أنجيلا ووكر نشطةً في حركة احتلوا، التي دعمها اتحاد النقل المدمج. تنحت من منصبها مديرةً تشريعية في أكتوبر 2013.
عملت ووكر سائقة حافلة لأكثر من 14 عامًا. ووكر تعمل حاليًّا سائقة شاحنة نفايات

### الحملة الانتخابية لمنصب المأمور
في عام 2014، ترشحت ووكر أمام الديمقراطي الذي يشغل المنصب قبلها والخبير الذي يعمل في شبكة فوكس نيوز ديفيد أ. كلارك جونيور خلال حملتها الانتخابية لمنصب المأمور في ميلووكي، دعت ووكر لإنهاء عمليات الاعتقال الجماعي، وعمليات الإخلاء، والعمل الشرطي المضاد للمهاجرين. تلقت نحو 20 بالمئة من الأصوات

## الحملات الانتخابية لمنصب نائب الرئيس

### حملة عام 2016
في مارس 2016، صرحت ووكر بأنها اختيرت لتصبح مرشحة الحزب الاشتراكي في الولايات المتحدة الأمريكية لمنصب نائب الرئيس من قبل ميمي سولتيسيك الذي ترشحت إلى جواره لاحقًا، عقب حملتها الانتخابية لمنصب المأمور رشح الحزب الاشتراكي في مؤتمره الوطني كلًّا من ووكر وسولتيسيك في ميلووكي مسقط رأس ووكر في ولاية ويسكونسن في أكتوبر 2015. ظهر اسم سولتيسيك-ووكر في صناديق الاقتراع في كولورادو وغوام وميشيغان بالإضافة إلى ظهور أساميهم بشكل رسمي من خلال الكتابة اليدوية المباشرة (دون ظهور اسمهم في الاختيارات في صناديق الاقتراع) في العديد من الولايات الأخرى خلال الانتخابات العامة.

### حملة عام 2020
في 5 مايو 2020 أعلن المرشح الرئاسي للحزب الأخضر والحزب الاشتراكي في الولايات المتحدة الأمريكية هاوي هوكينز أن ووكر قبلت عرضه لتترشح إلى جواره.